# Teresa Tutinas
Teresa Tutinas-Lisowska (ur. 1 września 1943 w Zdołbunowie) – polska piosenkarka, od 1981 mieszka w Szwecji.

## Kariera
Ukończyła średnią szkołę muzyczną w klasie śpiewu oraz Wydział Pedagogiczny Państwowej Wyższej Szkoły Muzycznej we Wrocławiu. Debiutowała w teatrzyku studenckim „Kalambur”, w którym powstały pierwsze piosenki pisane specjalnie dla niej, z myślą o jej silnej, szerokiej skali głosowej.
Publiczność poznała Teresę Tutinas w 1966 na IV Krajowym Festiwalu Piosenki Polskiej w Opolu, gdzie otrzymała wyróżnienie. Na kolejnych festiwalach opolskich wyśpiewała główne nagrody piosenkami: Na całych jeziorach – ty oraz Gorzko mi. W 1975 zdobyła Złoty Pierścień na Festiwalu Piosenki Żołnierskiej w Kołobrzegu za piosenkę Rosła w boru. Występowała na Festiwalu Piosenki Radzieckiej w Zielonej Górze.
Jej największa popularność przypadła na lata 60. i 70. XX wieku. Koncertowała w Polsce, a także w ZSRR, Bułgarii, Czechosłowacji, NRD, RFN, USA, Kanadzie, Francji, Finlandii. Jej największe przeboje to: Jutro Warszawa (z filmu Paryż – Warszawa bez wizy), Gorzko mi, Na deszczowe dni, Na całych jeziorach – ty.
Na swojej ostatniej płycie, wydanej z okazji 60-lecia Polskiego Radia Wrocław, Teresa Tutinas śpiewa piosenkę Wesele trwa napisaną specjalnie z okazji ślubu jej córki, Martyny.
W 1981 wyjechała do Szwecji, gdzie nadal mieszka.

## Dyskografia
| Data wydania | Tytuł                        |
| ------------ | ---------------------------- |
| 1966         | Na całych jeziorach ty       |
| 1967         | Tak nie będzie na pewno      |
| 1968         | Jak Cię miły zatrzymać       |
| 1971         | Gorzko mi                    |
| 1971         | Chłopcy ja mam czas          |
| 1973         | Teresa Tutinas               |
| 1977         | Nauczyłeś mnie radości       |
| 1999         | Wbrew pozorom                |
| 2005         | Przeboje z radiowej anteny 2 |

## Nawiązania
Utwór Jak cię miły zatrzymać jest samplowany w piosence Wena grupy Kaliber 44.

## Odznaczenia
- 2008: Odznaczona Złotym Krzyżem Zasługi[4]